# Gheorghe Doja (Mureș)
Gheorghe Doja (in ungherese Lukafalva) è un comune della Romania di 2889 abitanti, ubicato nel distretto di Mureș, nella regione storica della Transilvania. 
Il comune è formato dall'unione di 5 villaggi: Gheorghe Doja, Ilieni, Leordeni, Satu Nou, Tirimia.